# Vraignes-en-Vermandois
Vraignes-en-Vermandois là một xã ở tỉnh Somme, vùng Hauts-de-France, Pháp.

## Địa lý
Thị trấn này có cự ly khoảng 12 dặm Anh về phía tây bắc của Saint Quentin, trên đường D15, tại ranh giới với tỉnh Oise.

## Dân số
| 1962                                                  | 1968 | 1975 | 1982 | 1990 | 1999 |
| ----------------------------------------------------- | ---- | ---- | ---- | ---- | ---- |
| 116                                                   | 154  | 146  | 150  | 145  | 148  |
| Số liệu dân số từ năm 1962, dân số không tính hai lần |      |      |      |      |      |